# AEK Larnaca
AEK Larnaca (em grego: Αθλητική Έvωση Κίτιον) é um clube de futebol cipriota, tendo como sede a cidade de Lárnaca.
As cores do clube são amarelo e verde e o emblema é o Cimon, o qual lutou em 450 a.C. na batalha contra os persas. A frase Και Νεκρος Ενικα, adotada pelo clube, que quer dizer em português: "Mesmo na morte, ele foi vitorioso" é em memória de Cimon.

## História
O time foi formado em 1994, após uma fusão de dois clubes da mesma cidade, Lárnaca: o EPA Larnaca FC e o Pezoporikos Larnaca. O AEK possui seções de futebol e basquetebol para homens e voleibol para mulheres.

## Títulos
| NACIONAIS | NACIONAIS           | NACIONAIS | NACIONAIS                    |
|           | Competição          | Títulos   | Temporadas                   |
| --------- | ------------------- | --------- | ---------------------------- |
|           | Copa do Chipre      | 3         | 2003–04, 2017–18 e 2024–2025 |
|           | Supercopa do Chipre | 1         | 2018                         |

## Histórico dos treinadores
| - Andreas Mouskallis (1994) - Stavros Papadopoulos - Petros Ravousis (1998–99) - Radmilo Ivančević (1999–00) - Dusan Mitosevic (2001–02) - Michalis Hadjipieris (2002–03) - Nikos Andronikou (2003) - Andreas Mouskallis (Dec 2003–Nov 04) |  | - Neophytos Larkou (2004) - Nikolay Kostov (Dec 2004–05) - Marios Constantinou (2005–Oct 07) - Nir Klinger (Sept 20, 2007 – June 30, 2008) - Makis Katsavakis (Oct 2008–Dec 08) - Louis Stefani (Dec 2008) - Christos Kassianos (Jan 2009) - Savvas Constantinou (Feb 2009–Nov 09) | - Andreas Michaelides (Dec 2009–10 May) - Ton Caanen (July 1, 2010 – Nov 20, 2011) - Leon Vlemmings (Dec 3, 2011 – May 30, 2012) - Ran Ben Shimon (July 3, 2012 – May 20, 2013) - Dimitrios Eleftheropoulos (July 1, 2013 – Dec 15, 2013) - Floros Nicolaou (Dec 16, 2013 – May 31, 2014) - Thomas Christiansen (June 1, 2014 – April 29, 2016) - Imanol Idiakez (June 2, 2016-) |

## Elenco
- Atualizado em 25 de maio de 2020.

Legenda
- : Capitão
- : Jogador suspenso
- : Jogador lesionado